# Браян Хіль
Браян Хіль (ісп. Bryan Gil, нар. 11 лютого 2001, Барбате) — іспанський футболіст, фланговий півзахисник клубу «Тоттенгем Готспур». На умовах оренди грає за «Жирону».

## Клубна кар'єра
Народився 11 лютого 2001 року в місті Барбате. Вихованець футбольної школи клубу «Севілья». У дорослому футболі дебютував 2018 року виступами за команду «Севілья Атлетіко», а з наступного сезону почав включатися до заявки основної команди клубу.
2020 року для здобуття інтенсивнішої ігрової практики був відданий в оренду спочатку до «Леганеса», пізніше того ж року — до «Ейбара».
26 липня 2021 року Хіль перейшов в англійський «Тоттенгем Готспур» в обмін на аргентинця Еріка Ламелу та 21,6 млн фунтів стерлінгів.

## Виступи за збірні
2017 року дебютував у складі юнацької збірної Іспанії (U-16). Згодом зі збірною до 17 років Хіль став чвертьфіналістом юнацького чемпіонату Європи 2018 року у в Англії, а з командою до 19 років Браян виграв юнацький чемпіонат Європи 2019 року, що проходив у Вірменії.
З 2020 року залучався до складу молодіжної збірної Іспанії. Згодом з нею Хіль поїхав на молодіжний чемпіонат Європи 2021 року в Угорщині та Словенії, де зіграв у двох матчах і став півфіналістом турніру.
2021 року у складі Олімпійської збірної Браян Хіль був учасником футбольного турніру Олімпійських ігор-2020, де іспанці здобули срібні нагороди, а сам вінгер зіграв у 5 іграх.
15 березня 2021 року вперше отримав виклик до національної збірної Іспанії головним тренером Луїсом Енріке для участі в матчах відбіркового турніру до чемпіонату світу 2022 року проти збірних Греції, Грузії і Косова. 25 березня 2021 року дебютував за збірну Іспанії в домашньому матчі першого туру проти Греції (1:1), вийшовши на заміну на 65-й хвилині замість Серхіо Каналеса.

## Досягнення
- Володар Ліги Європи (1):

«Севілья»: 2022-23
- Чемпіон Європи (до 19) : 2019
- Срібний олімпійський призер: 2020